# سیاه‌زردواران
سیاه‌زردواران (نام علمی: Megalodontoidea) نام یک بالاخانواده از رده دوکفه‌ای‌ها است.